# Robert Wyard
Robert Wyard, auch Robert Vuyard (* 17. April 1638 in Étaples bei Boulogne-sur-Mer; † 23. Mai 1714 in der Abtei Saint-Valery-sur-Mer) war ein französischer Benediktiner, der die Geschichte vieler Benediktiner-Klöster verschriftlichte.
Als 19-Jähriger wurde er in den Benediktinerorden aufgenommen und legte am 16. September 1658 in der Abtei Saint Rémi von Reims seine Profeß ab. Anschließend war er in verschiedenen Klöstern tätig, wo er häufig die Geschichte des Klosters aufzeichnete.